# Kerület (geometria)
A geometriában kerület alatt a kétdimenziós alakzatokat határoló vonal hosszát értjük. Jelentheti magát a határoló vonalat is, például a „kerület mentén” kifejezésben.
A kerületet magyarul {\displaystyle K}-val rövidítjük.
Bizonyos képletekben (például a Hérón-képletben) hasznosabb, ha a kerület felét, a félkerületet jelöljük betűvel. A félkerület jele a latin semi- (fél-) előtag alapján az {\displaystyle s}.

## Gyakorlati jelentősége
A kerület fogalma sokszor előkerül a hétköznapi életben is. Például egy telek körbekerítéséhez szükséges kerítés hosszát a telek kerülete adja meg. Egy gördülő kerék egyetlen fordulat alatt annyi utat tesz meg, mint amekkora a keresztmetszetének a kerülete.

## Kiszámítása

Hatszög

A sokszögek kerülete egyenlő az oldalak hosszának összegével.
{\displaystyle K=a+b+c+\ldots }
Határértékszámítás segítségével a sokszögek kerületének definíciójából kiindulva görbe vonalakkal határolt alakzatoknak is meghatározhatjuk a kerületét.
Ennek elméleti módszere a következő:
A határoló vonalat pontokkal részekre osztjuk, a pontokat megfelelő sorrendben összekötjük egy-egy szakasszal, majd kiszámítjuk a kapott sokszög kerületét. Ezután még több ponttal osztjuk fel a határoló vonalat, aztán még többel és még többel, közben ügyelve arra, hogy a segédsokszög leghosszabb oldalának hossza nullába tartson. Ha a segédsokszögek kerületének sorozata konvergens, akkor a kerületsorozat határértékét tekintjük az alakzatunk kerületének.

### Kör

A kör közelítése sokszöggel.

Az egységnyi átmérőjű gördülő kör egy fordulat alatt a kerületével egyenlő, azaz egységnyi utat tesz meg.

Mivel minden kör hasonló, a kerület egyenesen arányos a kör átmérőjével. Ezt a hasonlósági arányt {\displaystyle \pi }-nek nevezték el:
{\displaystyle K=d\cdot \pi =2r\pi }
ahol {\displaystyle d} a kör átmérője, {\displaystyle r} pedig a sugara.
Ennek a {\displaystyle \pi } számnak a meghatározására használható a feljebb említett módszer, azaz a körvonal felosztása és a keletkező sokszög kerületének számítása, amit az egyszerűség kedvéért általában szabályos sokszögekkel végeznek.

### Bonyolultabb alakzatok
Bonyolultabb alakzatok kerületének kiszámítása integrálással végezhető, ami szintén a fent említett felosztásos módszeren alapszik.
Olyan alakzatokat is lehet definiálni, amelyeknek a kerülete végtelen. Ilyen például a Koch-görbe, egy hópehely formájú fraktál.
tehát a+b+c... vonal így kell kiszámítani